# جربارة جيمسونية
جربارة جيمسونية (الاسم العلمي:Gerbera jamesonii) هي نوع من النباتات تتبع جنس الجربارة من الفصيلة النجمية.